# 굿 플레이스 시즌 4
판타지 코미디 텔레비전 시리즈 《굿 플레이스》의 네 번째이자 마지막 시즌은 마이클 슈어가 감독을 맡았으며, 2018년 12월 4일에 미국 NBC에서 제작이 결정되었다. 2019년 9월 26일부터 방영되었으며, 총 14개의 에피소드로 구성되었다. 시즌 4는 프레뮬론, 3 아츠 엔터테인먼트, 유니버설 텔레비전에서 제작했다.
《굿 플레이스》의 줄거리는 최근에 세상을 등지고 사후 세계에서 깨어난 젊은 여성 엘리너 셸스트롭(크리스틴 벨)을 중심으로 전개되는데, 엘리너는 생전 행했던 선한 행동 덕분에 마이클(테드 댄슨)의 환영을 받으며 '굿 플레이스'에 발을 들여놓게 된다. 하지만 엘리너는 마이클의 '굿 플레이스'가 가짜이며, 사실 자신은 '배드 플레이스'에서 다른 마을 주민들에게 심리적, 감정적으로 고문받고 있다는 사실을 깨닫는다. 엘리너와 마이클은 인간을 굿 플레이스 또는 배드 플레이스에 배정하는 '점수 시스템'에 근본적으로 결함이 있다고 문제를 제기하는데, 현실에서는 의도하지 않은 결과들로 인해 특정 행동을 절대적으로 선하거나 악하다고 분류하는 것이 사실상 불가능하기 때문이었다. 시즌 4에서 주인공들은 자신들의 가설을 증명할 기회를 얻게 되는데, 가상의 굿 플레이스에서 인간들이 개과천선할 수 있다는 것을 입증하기 위한 실험을 진행한다. 실험 대상자 중 한 명은 엘리너의 남자친구인 치디(윌리엄 잭슨 하퍼)로, 치디는 실험을 방해하지 않기 위해 자발적으로 기억을 지우기로 한다. 자밀라 자밀, 매니 저신토, 다시 카든 또한 엘리너와 마이클의 친구들이자 이 실험의 조력자 역할로 주연을 맡았다. 각각의 에피소드 순서는 오프닝 타이틀 시퀀스 다음에 '챕터 (숫자)'로 표시되었으며, 마지막 에피소드는 '파이널 챕터'로 표시되었다.

## 등장 인물

### 주연

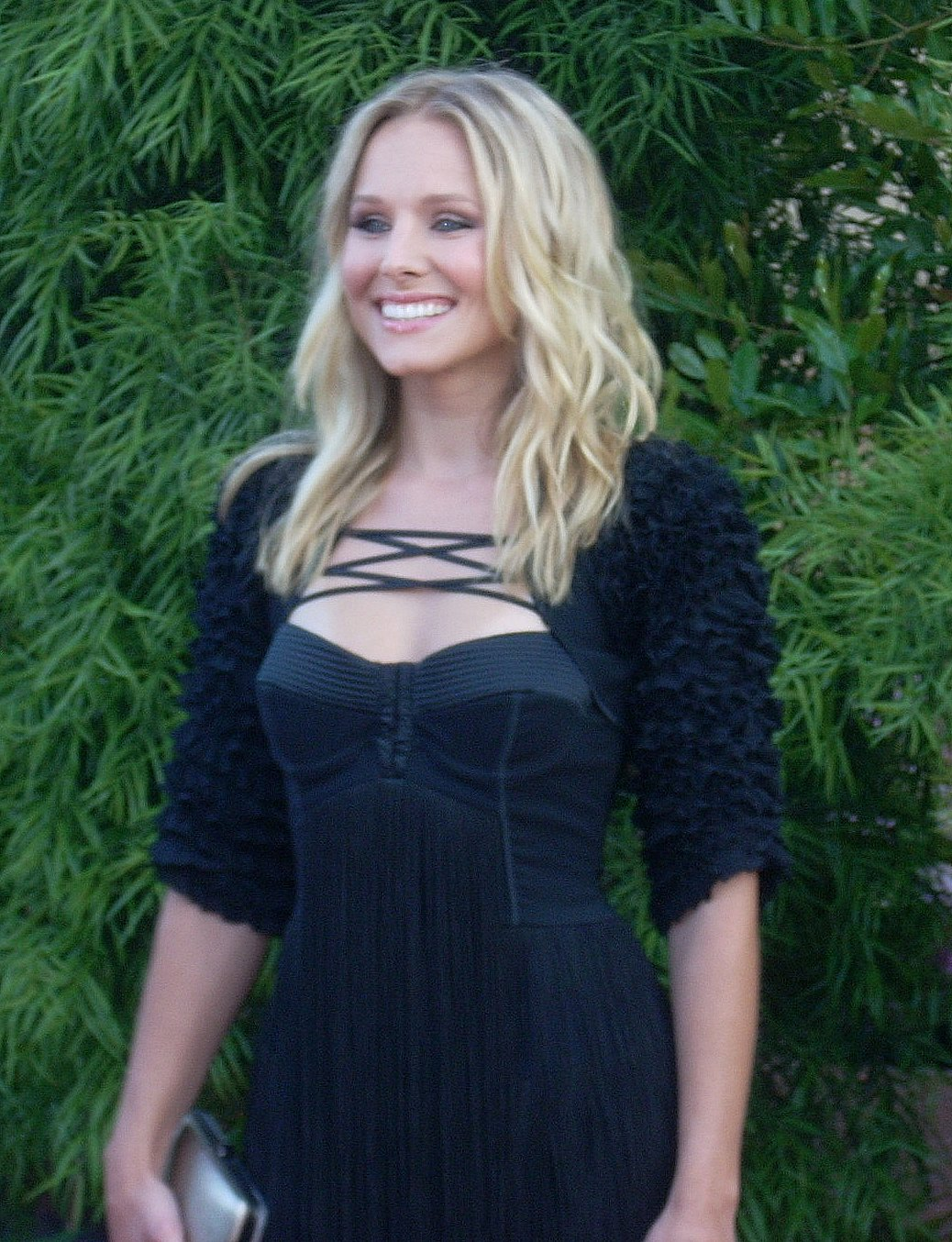
주인공 엘리너 셸스트롭 역과 여덟 번째 에피소드의 감독을 맡은 크리스틴 벨

- 크리스틴 벨 - 엘리너 셸스트롭 역, 애리조나주 피닉스 출신의 이기적인 영업 사원이다. 마이클이 긴장해 쓰러지자 자신이 굿 플레이스의 설계자인 척 연기한다.[3][4]
- 윌리엄 잭슨 하퍼 - 치디 아나곤예 역, 세네갈인 윤리학 및 도덕철학 교수이다. 사후 세계에서의 기억이 사라진 후에 실험의 대상자 중 한 명이 된다.[5]
- 자밀라 자밀 - 타하니 알자밀 역, 생전 영국의 부유한 자선가로 자신이 굿 플레이스에 속한다고 믿는다.  처음에는 그녀의 긍정적인 태도, 잘난 체하는 말투, 유명인과 친분을 언급하는 습관을 싫어하던 엘리너와 의외의 우정을 맺게 된다.[6]
- 다시 카든 - 재닛 역, 프로그래밍된 굿플레이스의 가이드이자 정보원으로 굿 플레이스의 주민들이 원하는 모든 것을 제공할 수 있는 능력을 갖고 있다. 이후 재닛은 조금 더 인간적인 성향을 갖게 되고 원래 설계된 방식과는 다르게 행동하기 시작한다. 카든은 다양한 다른 버전의 재닛 역도 맡았는데, 주로 맡은 역할은 아래와 같다.
  - 배드 재닛 역, 주민들에게 제대로 응답하지 않도록 설계된 무례한 버전의 재닛이다. 배드 재닛은 진짜 굿 재닛이 납치된 후에 자신이 굿 재닛인 것처럼 연기하지만 제이슨에게 가짜임이 발각되고 만다. 이후 마이클이 그녀를 돌려보내고 실험의 성명서를 그녀의 손에 쥐어준다.[7]
  - 뉴트럴 재닛 역, 굿 플레이스와 배드 플레이스 사이의 중립 지대에서 일하는 감정이 없는 재닛이다.
  - 디스코 재닛 역, 마이클은 그녀를 재밌지만 너무 과하다고 이야기했다.
- 매니 저신토 - 제이슨 멘도사 역, 플로리다주 잭슨빌 출신의 아마추어 DJ이자 마약상으로 실수로 굿 플레이스에 발을 들여 놓는다. 처음에는 굿 플레이스의 주민들에게 지안유 리라는 이름의 침묵 서약을 지키고 있는 대만의 승려로 소개된다. 나중에 제이슨은 미숙하고 머리가 나쁘면서도 마음이 따뜻한 잭슨빌 재규어스와 블레이크 보틀스의 팬으로 밝혀진다.[8]
- 테드 댄슨 - 마이클 역, 엘리너, 치디, 타하니, 제이슨이 머물고 있는 굿 플레이스 지역을 관리하는 설계자이다. 종이 클립을 가지고 노는 것이나 누군가의 자동차 열쇠를 찾는 것과 같이 인간 생활의 평범한 면에 대한 깊은 애착을 갖고 있다. '마이클'이라는 이름은 '누가 하나님과 같은가?'라는 뜻을 가진 히브리어 이름이다.[9]

### 조연
- 마크 에번 잭슨 - 숀 역, 마이클의 악한 상사로 마이클에게 고문 실험을 실행하도록 두 번의 기회를 주지만 나중에 마이클의 배신을 알게 되자 그에게 등을 돌린다.[10]
- 마야 루돌프 - 젠 판사 역('하이드로젠'을 줄여 부름), 굿 플레이스와 배드 플레이스 사이의 차원 간 문제를 다루는 영원의 판사이다.
- 커비 하월바티스트 - 시몬 가넷 역, 오스트레일리아인 신경과학자로 잠시 동안 치디의 여자친구이기도 했다. 죽은 후 굿 플레이스의 두 번째 실험 대상자가 되면서, 실험을 복잡하게 만들며 치디의 기억을 지우게 되는 계기가 된다. 마을에 다다랐을 때 주변 상황을 완전히 부정하며 자신이 보는 모든 것이 임종 직전의 뇌가 만들어내는 환각이라 믿는다.
- 티야 서카 - 비키 센굽타 역, 배드 플레이스의 악마로 마이클이 처음에 고문 계획을 실행했을 당시에 주인공들에게 '진짜 엘리너 셸스트롭'으로 소개되었다. 숀이 벌로 비키를 고치 안에 가두었지만, 시즌 3 말미와 시즌 4 초반에 마이클과 똑같은 외모로 변신할 수 있는 특수 수트를 입고 등장한다. 숀은 새로운 실험의 실패가 거의 확실해 보이자 악마들이 네 사람을 괴롭힐 수 있도록 이 수트를 만들었다. 비키는 수트 완성을 축하하는 자리에서 마이클로 변장했다가 끈적끈적한 물질로 폭발하게 되지만, 새로운 실험에서 자신을 증명할 기회를 얻고 부활한다. 이후 비키는 새로운 시스템을 도입한 배드 플레이스의 책임자가 된다.
- 메리베스 먼로 - 민디 세인트클레어 역, 기업 변호사이자 코카인 중독자로 죽기 전에 굿 플레이스 점수를 간신히 얻어 자신만의 미디엄 플레이스에서 머물게 된다. 시즌 2에서 민디의 집에 데릭이 도착하는데, 민디는 그를 계속 재부팅시켜 더욱 똑똑하고 세련된 존재로 만든다.
- 제이슨 맨추커스 - 데릭 역, 재닛이 인공적으로 만들어낸 괴짜 남자친구로 나중에 민디 세인트클레어의 집에 보내진다. 계속해서 반복적으로 재부팅되면서 능력과 지능이 고도로 발달한다.
- 루크 굴단 - 크리스 역, 근육질의 배드 플레이스 악마로 마이클의 실험을 방해하기 위해 숀이 그를 노르웨이 출신의 다정하지만 지루한 노파 린다 요한센(레이철 윈프리)으로 변장시켜 실험에 투입시킨다.
- 브랜든 스콧 존스 - 존 휘턴 역, 굿 플레이스 실험의 첫 번째 대상자이다. 생전에는 타하니에 관해 저질 기사를 썼던 가십 칼럼니스트였다.
- 벤자민 콜다이크 - 브렌트 노워크 역, 굿 플레이스 실험의 네 번째 대상자로, 특권 의식과 자격지심이 가득하고 성차별적인 면모가 있다.
- 제마 윌리엄슨 - 밸 역, 숀의 비서이다.
- 밤바디언 밤바 - 밤바잔 역, 배드 플레이스의 직원이다.
- 조시 시겔 - 글렌 역, 배드 플레이스의 직원였다가 인간의 선함을 깨닫고 배신자가 된다. 굿 재닛으로 위장한 배드 재닛이 그를 끈적끈적한 물질로 폭발시킨다.
- 브래드 모리스 - 맷 역, 굿 플레이스와 배드 플레이스 사이의 중립 사무실에서 근무하는 자살 충동을 느끼는 회계원이다. 엘리너와 마이클의 실험을 담당한다.
- 조 맨디 - 토드릭 헴플의 목소리 역, 인간 수트를 입고 싶지 않아 하는 용암 괴물이다.
- 폴 시어 - 척 역, 굿 플레이스 위원회의 구성원이다.

### 단역
- 마이크 오맬리 - 제프 역, 사후 세계와 지구 사이의 출입구를 지키는 문지기로 개구리를 좋아한다.
- 티머시 올리펀트 - 본인 역, 재닛이 판사를 위해 만들어 낸 존재로 《저스티파이드》의 등장 인물인 레일런 기븐스로 분장한 모습으로 등장한다.[11]
- 리사 쿠드로 - 히파티아/패티 역, 진짜 굿 플레이스의 주민이다.
- 닉 오퍼먼 - 본인 역, 타하니에게 목공예를 가르친다.
- 메리 스틴버건 - 마이클의 기타 선생님 역, 실제로 스틴버건은 마이클을 연기한 테드 댄슨의 아내이기도 하다.
- 패멀라 하이로니미 - 본인 역, 치디가 진행하는 철학 수업에 참여한다. 하이로니미는 이 프로그램의 철학 자문을 맡았다.[12]
- 토드 메이 - 본인 역, 치디가 진행하는 철학 수업에 참여한다. 메이는 이 프로그램의 철학 자문을 맡았다.[12]
- 미치 나리토 - 동키 더그 역, 제이슨의 멍청한 아버지이다.
- 유진 코데로 - 스티븐 "필보이" 펠리즈 역, 제이슨의 가장 친한 친구이자 범죄 파트너이다.
- 안젤라 트림버 - 매디슨 역, 엘리너의 룸메이트이다.
- 메릴 해서웨이 - 브리트니 역, 엘리너의 룸메이트이다.

## 에피소드 목록
| 40 | 1  | "A Girl from Arizona" (Part 1) "애리조나 여자아이" (1부) | 드루 고더드              | 앤드루 로 & 카시아 밀러 | 2019년 9월 26일  | 401 | 2.42 |
| 엘리너는 굿 플레이스에 새로 온 사람들을 환영하면서도 배드 플레이스가 왜 그 사람들을 택했는지 알아내려 애쓴다. 특권의식을 가진 남성 우월주의자인 브렌트는 재닛을 개인 비서처럼 대하고, 노년의 여성 린다는 그 어떤 것에도 흥미가 없는 것처럼 보이며, 시몬은 굿 플레이스가 죽어가는 자신의 뇌가 만들어 낸 생생한 환각이라고 믿는다. 데릭은 재닛의 사랑을 놓고 제이슨에게 도전하고, 이에 절망적인 제이슨은 데릭의 종료 스위치를 작동시킨다. 린다는 사실 악마 크리스가 변장한 모습이라는 게 밝혀지면서, 크리스는 다시 배드 플레이스로 돌아가게 된다. 빈 자리를 대신해 판사는 치디를 이 실험의 네 번째이자 마지막 참여자로 선택한다. |    |                                                          |                          |                         |                  |     |      |
| 41 | 2  | "A Girl from Arizona" (Part 2) "애리조나 여자아이" (2부) | 드루 고더드              | 앤드루 로 & 카시아 밀러 | 2019년 10월 3일  | 402 | 2.11 |
| 브렌트는 여러 어려움을 겪지만 결국 자신이 '베스트 플레이스'에 속한다는 확신만 더해지자, 엘리너는 자신의 능력을 의심하고 엘리너의 친구들은 그녀의 리더십에 의문을 품는다. 엘리너는 자신이 인류를 구하기에는 역부족인 평범한 인간이라고 생각하면서 스트레스가 극에 달해 소울 스쿼드의 리더 자리를 내려놓는다. 마이클은 실험을 800번 이상 실험을 하게 한 장본인은 바로 엘리너 당신이라며, 오직 인간만이 다른 인간을 이해할 수 있다고 말해준다. 엘리너는 이에 다시 힘차게 도전해보려고 하고 새로운 계획을 세운다. 먼저 브렌트에게는 좋은 일을 많이 하면 '베스트 플레이스'에 들어갈 수 있다고 속인다. 다음으로 치디에게는 시몬이 그의 소울메이트라고 말해 시몬이 사후 세계를 받아들일 수 있도록 치디가 돕게 한다. 한편, 제이슨은 재닛에게 잘 보이기 위해 자신의 행동을 고치려고 노력하지만, 재닛은 둘 사이의 관계 때문에 마을 관리가 방해되지 않게 하기 위해서 실험 기간 동안 그와 헤어지기로 결정한다. |    |                                                          |                          |                         |                  |     |      |
| 42 | 3  | "Chillaxing" "칠랙스"                                    | 안야 애덤스              | 아이샤 무하라           | 2019년 10월 10일 | 403 | 1.92 |
| 치디가 너무 느긋한 나머지 다른 사람을 돕는데 집중하지 못하자, 엘리너와 마이클은 그를 고문하기로 한다. 제이슨은 치디에게 사실은 자신이 지안유 리가 아니며 굿 플레이스에 속하지 않는다고 털어놓고, 이를 다른 마을 주민들에게 이야기하지 말라고 부탁한다. 치디는 이에 동의하지만 도덕적 딜레마에 빠져 스트레스를 받기 시작한다. 엘리너가 치디를 고문하는 데 집착하자, 치디가 우주가 자신을 벌하고 있다고 믿게 될 정도가 된다. 결국 치디가 혼란스러워 하며 엘리너에게 두려움을 고백하자, 엘리너는 자신이 고문을 너무 심하게 했다는 걸 깨닫고 눈물을 흘린다. 엘리너는 자신이 비이성적인 걸 알지만 자신을 떠난 치디에게 화가 났었음을 마이클에게 고백한다. 치디는 제이슨에게 윤리를 가르치기로 하면서 고통을 누그러뜨린다. 타하니는 존이 VIP 대접을 받게 하고 재닛은 이를 돕지만, 존이 윤리 수업을 듣는 데까지는 나아가지 못한다. 그러다 결국 타하니는 존과 자신 모두 외롭고 고립감을 느꼈다는 공통 분모를 발견하게 되어 공감대를 형성하고, 존은 타하니에게 상처가 되었던 게시물들에 대해서 사과한다. |    |                                                          |                          |                         |                  |     |      |
| 43 | 4  | "Tinker, Tailor, Demon, Spy" "팅커 테일러 악마 스파이"   | 모건 새킷                | 코드 제퍼슨             | 2019년 10월 17일 | 404 | 2.02 |
| 갱생 프로젝트의 구성원들이 픽셔너리를 하던 도중 재닛이 치디가 그린 끔찍한 말 그림을 실제로 만들어내면서 게임이 중단된다. 나중에 엘리너는 치디가 더 이상의 피해를 주지 않기 위해 그림 그리기 연습을 하고 있는 걸 발견한다. 한편 배드 플레이스의 악마인 글렌은 마을에 나타나 사실은 악마 비키가 슈트를 입고 마이클로 변장했다고 주장한다. 마이클이 최근에 했던 몇 가지 거짓말을 인정하면서, 인간들 사이에서 마이클에 대한 신뢰는 무너진다. 재닛은 '악마 거짓말 탐지기'를 가져오고, 이로 인해 글렌은 파란 점액으로 터져버려서 원래대로 돌아오는데 몇 달을 기다리게 되었다. 마이클은 자신의 본모습이 무시무시한 불오징어라며 인간 슈트를 벗길 거부한다. 엘리너는 이 문제를 판사에게 맡겨 실험을 리셋하기로 한다. 자신의 정체성을 증명할 다른 방법이 없자 마이클은 실험을 지키기 위해 자폭하려 한다. 마이클이 자폭하기 직전, 제이슨은 재닛이 가짜라는 걸 깨닫고 그녀를 제압한다. 사실 그녀는 배드 재닛으로, 크리스가 배드 플레이스로 되돌아갈 당시 원래 재닛과 바꿔치기했고 그동안 실험을 방해해왔다. 엘리너는 마이클이 자신을 희생하려고 했기에 그를 진짜 마이클로 받아들인다. 마이클과 제이슨은 재닛을 구하기 위해 배드 플레이스로 떠나고, 엘리너와 타하니가 실험 장소를 지키게 된다. |    |                                                          |                          |                         |                  |     |      |
| 44 | 5  | "Employee of the Bearimy" "베러미 우수 사원"             | 베스 매카시밀러          | 조 맨디                 | 2019년 10월 24일 | 405 | 1.91 |
| 재닛이 옆에 없는 상황에서 데릭은 마을을 제대로 운영하지 못하고 그만 압도당하고 만다. 마을에 채워 넣었던 인간들이 이상하게 행동하기 시작하자, 엘리너는 진짜 인간들을 마을에서 떨어진 호숫가 별장에서 지내도록 하고 타하니에게 이들을 맡긴다. 치디는 집에서 머물며 책을 읽는 걸 좋아했지만, 엘리너는 그를 설득해 호수에서 다른 사람들과 함께 하는 등 새로운 경험을 시도하게 한다. 타하니는 자신이 유일하게 잘하는 게 파티를 여는 것 뿐이라고 생각해 걱정하지만, 엘리너는 자신과 타하니의 능력과 성격은 그동안 자라온 환경의 결과물이며 타하니가 실험 참가자들 사이 관계를 이끄는 것이 지금 당장 우주에서 가장 중요한 일이라고 설득한다. 데릭은 스스로 자신을 재부팅하면서 마을 운영 능력을 향상시킨다. 마이클은 그동안 수없이 반복되어 온 재부팅을 통해 사라졌던 엘리너와 타하니의 기억을 완전히 복원한 데 이어 제이슨의 기억도 복구하지만, 여전히 배드 플레이스에 잠입할 만한 좋은 아이디어가 떠오르지 않아 실망한다. 배드 플레이스의 강연장에서 마이클과 제이슨은 자신이 슈트를 입고 변장한 비키와 글렌인 척하면서 인간들이 고문에 둔감해지고 있다며 한탄하는 숀의 발표를 방해한다. 숀은 그 둘이 발표를 위해 이곳에 왔다고 여기고 재닛을 데리고 가도록 하지만, 진짜 비키가 마이클 슈트를 입고 현장에 나타나 둘의 정체가 탄로난다. 마이클은 인간이 변화해 더 나은 존재가 될 수 있다고 이야기하며 지켜보는 악마들에게 호소한다. 마이클과 제이슨은 진짜 재닛을 구출해낸 후 실험 장소인 마을로 도망쳐 온다. |    |                                                          |                          |                         |                  |     |      |
| 45 | 6  | "A Chip Driver Mystery" "칩 드라이버 미스터리"           | 스티브 데이              | 리지 페이스             | 2019년 10월 31일 | 406 | 2.21 |
| 6개월 후, 마이클은 재닛인 것처럼 연기했다가 발각되어 붙잠혀 있던 배드 재닛에게 그동안의 일을 이야기한다. 실험 대상자들은 함께 스키 여행을 즐기고, 브렌트는 더 너그러워진 모습을 보이며 실험은 긍정적인 방향으로 나아간다. 하지만 브렌트가 타하니와 치디를 비하하고 희화화한 내용의 소설을 집필하면서, 그들의 관계는 혼란에 빠진다. 마이클은 브렌트에게 실수는 발전의 기회라고 충고하지만, 브렌트는 사과를 거부하고 치디하고는 싸움이 벌어진다. 한편, 존은 제이슨의 정체를 알고는 그 사실을 비밀로 지키려고 애쓴다. 마이클은 배드 재닛에게 엘리너가 사람들 사이의 관계를 건강한 모습으로 되돌리기 위한 계획을 준비하고 있다고 말하며, 발전하고자 하는 욕구야말로 인류의 가치를 증명하는 것이라고 이야기한다. 그런 후 마이클은 배드 재닛을 풀어주고, 그와 재닛이 작성한 인간들의 세부사항이 적힌 성명서를 이별 선물로 준다. |    |                                                          |                          |                         |                  |     |      |
| 46 | 7  | "Help Is Other People" "도움이 필요해"                   | 베스 매카시밀러          | 데이브 킹               | 2019년 11월 7일  | 407 | 1.98 |
| 1년간의 실험 마지막 날, 시몬은 그동안 마을을 열심히 관찰한 결과 마을의 진짜 정체는 실험이었다는 사실을 깨닫고 이를 모두에게 알린다. 또한 제이슨의 진짜 정체, '베스트 플레이스'에 가야 하는 브렌트, 시몬이 자신의 소울메이트라고 들은 치디 등등 각자의 비밀이 밝혀진다. 시몬과 치디는 자신들과 브렌트, 존이 실험 대상자로 적힌 보드판을 발견한다. 마이클은 실험 대상자들의 점수를 높이려는 마지막 시도로 브렌트를 싱크홀에 빠지게 둔 후, 브렌트의 단점을 잘 아는 다른 세 명이 단합해서 그를 구하도록 유도한다. 하지만 그중 치디만이 브렌트를 구하려고 애쓰고, 존과 시몬은 그를 구할 가치가 없다고 판단하고 마을을 떠난다. 치디는 자신들이 배드 플레이스에 있는 것 같다고 이야기한다. 엘리너와 마이클은 브렌트를 변화시키기 위한 마지막 도박으로 치디의 말이 맞다고 인정하는 척하고, 그들이 이제 '진짜' 배드 플레이스로 넘겨질 것이라고 알린다. 브렌트는 마지막까지 자신이 좋은 사람이 아니라는 사실을 받아들이기 힘들어하다가 치디에게 막 사과하려던 참에 실험이 끝난다. |    |                                                          |                          |                         |                  |     |      |
| 47 | 8  | "The Funeral to End All Funerals" "장례식 끝판왕"        | 크리스틴 벨              | 조시 시겔 & 딜런 모건   | 2019년 11월 14일 | 408 | 2.06 |
| 실험이 끝나면서 실험 대상자들은 판사의 판결을 기다리기 위해 정지 상태에 놓여 있게 된다. 그동안 엘리너, 타하니, 제이슨, 재닛은 의식 불명 상태에 놓인 치디와 자신들을 위한 '장례식'을 치르며 서로에게서 배운 것들을 나눈다. 마이클과 숀은 판사실에서 조우하며, 이윽고 실험 결과가 발표된다. 시몬, 치디, 존은 실험 기간 동안 점수가 올랐지만, 브렌트의 점수는 떨어졌다. 하지만 실험 종료 직전 브렌트가 치디에게 사과하려고 했기 때문에 마지막 순간에 브렌트의 점수가 크게 상승했다. 마이클은 실험 결과와 더불어 실험 대상자들이 지구에 남기고 온 가족들과 친구들도 더 나은 사람으로 변화했다는 사실이 인간의 자기 발전 가능성을 보여준다고 주장한다. 판사는 점수 시스템에는 결함이 있지만, 이에 대한 해결책은 모든 살아있는 인간과 죽은 인간을 소멸시키고 인류를 다시 시작시키는 것이라고 결론을 낸다. 판사가 지구 취소 버튼을 누르려고 하자 재닛이 그 버튼을 급히 숨기고, 배드 재닛은 자신을 포함한 다른 재닛들이 마이클의 성명서에 동의한다면서 수십 명에 달하는 다양한 재닛 무리와 함께 판사실에 나타난다. 이로 인해 판사는 사라진 취소 버튼을 찾기 위해 모든 재닛을 뒤지게 되고, 엘리너는 마이클에게 치디가 더 나은 사후 세계 시스템을 제안할 수 있는 적임자라며 치디의 기억을 되살려 달라고 부탁한다. |    |                                                          |                          |                         |                  |     |      |
| 48 | 9  | "The Answer" "대답"                                      | 밸러리아 밀리아시 콜린스 | 댄 스코필드             | 2019년 11월 21일 | 410 | 2.05 |
| 마이클이 치디의 기억을 되살리면서, 치디는 지구에서의 삶을 비롯해 수백 번 재부팅된 사후 세계에서의 기억을 다시 경험하게 된다. 어린 시절, 치디는 이혼하려는 부모님에게 이혼에 반대하는 강의를 하면서 둘을 화해시킨다. 치디는 점차 모든 질문에는 하나의 정답이 있다고 확신하게 되었고, 이로 인해 성격이 우유부단해진다. 성인이 된 후에는 답을 찾으려는 집착 때문에 여자친구와 헤어지고, 박사 시절에는 3,600페이지짜리 논문을 들이밀며 담당 교수를 진저리치게 한다. 사후 세계에 온 후로 치디는 친구들에게 결정을 내릴 수 있는 방법을 물어보는데, 제이슨은 자신이 중요하다고 생각하는 것에 따라 행동하고, 타하니는 실패를 통해 배운 후에야 자신감을 얻었으며, 엘리너는 규칙이 잘못되었다고 생각하면 그것을 거부한다. 치디의 기억이 지워지기 전에, 마이클은 원래 치디를 고문하기 위한 수단으로 '소울메이트'라는 단어를 사용했다고 고백하지만, 동시에 진정한 소울메이트란 관계를 유지하기 위해 함께 노력하기로 선택한 사람들이라는 사실을 인정한다. 치디는 종이에 무언가를 쓰고 재닛에게 보관해 달라고 한다. 다시 깨어난 치디는 여러 개의 답이 존재하거나 아무 답도 없을 수 있다는 생각에 안심한다. 치디는 재닛에게 맡겨둔 쪽지를 다시 받아 여는데, 거기에는 "정답이란 건 없다. 하지만 엘리너가 답이다."라고 적혀 있다. |    |                                                          |                          |                         |                  |     |      |
| 49 | 10 | "You've Changed, Man" "너 좀 변했다?"                    | 리베카 애셔              | 맷 머리                 | 2020년 1월 9일   | 409 | 2.08 |
| 판사가 모든 재닛들을 수색하는 동안, 치디는 지금과는 다른 사후 세계 시스템을 고안해내려 애쓴다. 마이클은 죽은 사람 대부분을 미디엄 플레이스로 보내고, 극단적인 예외 사례만 굿 플레이스나 배드 플레이스로 보내자고 제안한다. 그 대가로 마이클과 네 사람이 고문을 받겠다고 하는데도 숀은 제안을 거절한다. 카메오로 등장한 티머시 올리펀트의 도움을 받아 마이클과 네 사람은 판사에게 새로운 사후 세계 시스템을 제시한다. 그 내용은 바로 죽은 모든 인간이 각자에게 맞는 도덕성을 발전시킬 수 있는 시험을 받는 시스템으로, 시험에 통과할 때까지(어쩌면 영원히 통과하지 못할 수도 있음) 사람들은 필요한 만큼 여러 번 재부팅될 수 있으며 그때마다 양심이라는 형태로 이전에 배운 교훈 일부를 간직하게 된다. 숀이 여전히 거부하자 마이클이 설득을 포기한다며 인간이 발전하기 위해 각자의 길을 가자고 한다. 그러자 숀은 사람들을 고문하는 일은 진부했지만, 마이클과 네 사람들과 싸우는 일은 재미있었다고 고백한다. 마이클이 숀의 결정과 관계없이 이 갈등은 이제 끝날 수밖에 없으며 현재 시스템 하에서는 배드 플레이스조차 실패하고 있다고 지적하자, 숀은 제안을 받아들이고 판사는 지구를 취소하려던 계획을 내려놓는다. |    |                                                          |                          |                         |                  |     |      |
| 50 | 11 | "Mondays, Am I Right?" "월요일 맞지?"                    | 리베카 애셔              | 젠 스태츠키             | 2020년 1월 16일  | 411 | 1.93 |
| 마이클은 새로운 시스템을 다른 악마들에게 소개하는데, 대부분의 악마들은 적응하는 데 어려움을 겪는다. 하지만 비키는 새로운 사후 세계를 설계하고 다른 악마들을 가르치는 데 능력을 보여준다. 마이클은 비키로 인해 자존심이 꺾이고 존재 목적이 위협받는다고 느끼자 그녀를 프로젝트에서 배제하려 하지만, 자넷과 타하니가 사후 세계를 변화시키는 일이 자존심보다 더 중요하다고 설득한다. 마이클은 비키에게 이 프로젝트의 리더 자리를 넘겨주기로 한다. 한편, 엘리너는 치디가 방탕했던 자신의 지구에서의 삶에 대해 자세히 알게 되면 자신을 더 이상 사랑하지 않을까봐 걱정한다. 치디는 엘리너의 사후 세계 파일을 읽으며 그녀의 두려움을 달래주지만, 자신과 엘리너가 너무 달라서 엘리너가 자신을 지루해 할까봐 걱정한다. 제이슨은 치디에게 재닛과 자신도 서로 많이 다르지만 치디가 둘 사이의 관계를 믿는 것처럼, 치디과 엘리너의 관계도 믿을 수 있다고 알려준다. 그리고 새로운 사후 세계 시스템이 가동되자, 마이클은 인류를 멸망에서 구해낸 공로로 네 사람이 마침내 정말로 굿 플레이스에 들어가게 되었다는 기쁜 소식을 전한다. |    |                                                          |                          |                         |                  |     |      |
| 51 | 12 | "Patty" "패티"                                           | 모건 새킷                | 메건 앰램               | 2020년 1월 23일  | 412 | 2.12 |
| 네 사람은 굿 플레이스에 도착해서 개인 맞춤 환영 파티에 참석한다. 한편, 굿 플레이스 위원회는 마이클에게 설계자 취임식을 정성스럽게 해준 후 모두 위원직을 사임하고 도망간다. 치디는 고대 그리스 철학자 히파티아를 만나는데, 히파티아는 그에게 굿 플레이스의 완벽함이 영원해서 결국 지루함으로 이어진다는 사실을 알려준다. 굿 플레이스에 있는 사람들에게는 더 이상 끝이 없기 때문에, 굿 플레이스가 제공하는 좋은 것들을 감사하게 여길 이유가 없었다. 굿 플레이스 위원회는 이러한 딜레마를 해결하지 못하고 있었다. 엘리너는 굿 플레이스 주민들이 겪는 권태감에 대한 해결책을 제안하는데, 바로 마이클이 주민들이 굿 플레이스를 떠나 평화롭게 자신의 존재를 끝낼 수 있는 문을 만드는 것이다. 영원함에도 끝이 있다는 것을 알게 되자 굿 플레이스의 주민들은 다시 이곳에 있는 것을 감사하게 여기게 된다. 네 사람은 각자의 집으로 돌아가고, 치디와 엘리너는 석양을 보며 서로 껴안는다. 치디는 굿 플레이스란 사실 장소가 아니라 "사랑하는 사람들과 충분한 시간을 보내는 것"이라고 이야기한다. |    |                                                          |                          |                         |                  |     |      |
| 52 | 13 | "Whenever You're Ready" "준비되면 시작해"                | 마이클 슈어              | 마이클 슈어             | 2020년 1월 30일  | 413 | 2.32 |
| 53 | 14 | "Whenever You're Ready" "준비되면 시작해"                | 마이클 슈어              | 마이클 슈어             | 2020년 1월 30일  | 414 | 2.32 |
| 시간이 흐른 후, 네 사람은 굿 플레이스를 떠나 자신의 존재를 끝내기 시작한다. 첫 번째로, 이별 파티를 열고 재닛을 위한 선물로 목걸이를 만든 제이슨은 재닛을 따라 문으로 데려가는 와중 목걸이를 잃어버린다. 부모님과 화해한 타하니는 자신의 존재를 끝내는 대신 사후 세계 설계자가 되기로 결심한다. 치디가 떠나기로 결정했을 때, 엘리너는 혼자 남겨지는 것이 두려워 그에게 남아달라고 설득한다. 치디는 이에 동의했지만 만족하지 못하고, 엘리너는 치디가 스스로 결정할 수 있도록 그를 놓아주어야 한다는 사실을 깨닫는다. 재닛이 치디를 문으로 데려다 주는 길에 제이슨이 다시 등장한다. 목걸이를 다시 찾은 제이슨은 목걸이를 찾은 후 자넷이 돌아오기를 기다리며 영원처럼 긴 시간 동안 우주를 관조하며 시간을 보냈다. 제이슨은 재닛에게 목걸이를 주고 치디를 따라 문을 통과한다. 엘리너는 민디 세인트클레어에게 미디엄 플레이스를 떠나 새로운 사후 세계로 올 수 있게 인도한다. 마이클은 인간이 아니기 때문에 문을 사용할 수 없는데, 엘리너는 판사를 설득해 마이클이 인간이 되어 지구에서 삶을 살아갈 수 있게 허락을 받는다. 마지막으로, 만족한 엘리너가 떠난다. 엘리너의 영혼의 조각들이 지구로 떨어지자 어떤 한 남자에게 영향을 미치고, 그 남자는 잘못 배달된 편지를 원래 받을 사람인 마이클에게 돌려주게 된다. 마이클은 그 남자에게 감사해하며 "Take it sleazy(천하게 지내요)."라고 말한다. |    |                                                          |                          |                         |                  |     |      |

### 스페셜
2019년 9월 19일에 시리즈를 되돌아보는 1시간 분량의 특집 프로그램인 《The Paley Center Salutes The Good Place》가 방영되었으며, 이 특집에는 출연진과 마이클 슈어 감독의 인터뷰가 포함되어 있다. 이 특집은 125만 명의 시청자 수를 기록했다. 2020년 1월 30일에는 세스 마이어스가 진행하고 주연 여섯 명이 참여한 특집 프로그램이 마지막 회 이후 방영되었으며, 이 프로그램은 193만 명의 시청자 수를 기록했다.

## 평가
로튼 토마토에서는 25개의 리뷰를 기반으로 신선도 지수 100%, 평균 점수 10점 만점에 8.3점을 기록하고 있다. 로튼 토마토에서 비평가의 의견을 정리하자면, "끝까지 이어지는 미친 듯한 철학적 여정, 굿 플레이스는 최고의(forking good) 마지막 시즌으로 대미를 장식한다."이다.

### 수상 및 후보
《굿 플레이스》는 제72회 프라임타임 에미상에서 최우수 코미디 시리즈 후보를 비롯해 테드 댄슨이 코미디 시리즈 남우주연상 후보로, 다시 카든이 코미디 시리즈 여우조연상 후보로, 윌리엄 잭슨 하퍼가 코미디 시리즈 남우조연상 후보로, 마야 루돌프가 코미디 시리즈 여우게스트상 후보로, 마이클 슈어가 시리즈 마지막 회인 "Whenever You're Ready"를 통해 코미디 시리즈 각본상 후보로 오르는 등 6개 부문에 후보로 올랐다.
"The Answer" 에피소드는 2020년 휴고상 최우수 드라마틱 프레젠테이션, 숏폼 부문을 수상했다.
"Whenever You're Ready" 에피소드는 2021년 휴고상 최우수 드라마틱 프레젠테이션, 숏폼 부문과 레이 브래드버리 네뷸러상 최우수 드라마 프레젠테이션 부문을 수상했다